# Mikroreaktionstechnik
Mikro-Reaktionstechnik ist eine neue Technologie für eine extrem verkleinerte Bauweise verfahrenstechnischer Anlagen.
Die Mikro-Reaktionstechnik (MRT) ermöglicht die sichere Entwicklung chemischer Prozesse und den Aufbau sicherer und wirtschaftlicher Produktionsanlagen. Die in Mikrostrukturen aufgebauten Hauptkomponenten sind Mischer mit extrem guter Mischwirkung und Wärmeübertrager mit extrem gutem Wärmeübergang. Hinzu kommen miniaturisierte Reaktoren, Filter, Heizmodule, Sensoren, Ventile, Pumpen etc.
Vorteile der kontinuierlichen Betriebsweise in Mikrostrukturen sind
- ultra schnelles Vermischen,
- effektivere Wärmeübertragung,
- besserer Stofftransport bei Reaktionen mit festem Katalysator,
- kurze steuerbare Verweilzeiten,
- optimale Regelbarkeit durch geringe Systemträgheit und
- hohe Betriebssicherheit durch minimalen Inhalt.[1]

Typische verfahrenstechnische Grundoperationen, die mit Mikro-Reaktionsmodulen durchgeführt werden, sind:
- Mischen
- Dispergieren
- Begasen
- Ausfällen
- Wärmeübertragung

Mikromodule können auch in herkömmliche verfahrenstechnische Anlagen integriert werden.
Mit Hilfe der Mikro-Reaktionstechnik können komplexe oder kritische Reaktionen exakt gesteuert, und damit die Sicherheit der chemischen Produktion erhöht werden. Zudem können die Anlagen kleiner gebaut, mit geringeren Investitionen realisiert und effizienter betrieben werden. Ein besonderer Vorteil liegt in der hohen spezifischen Oberfläche der Mikromodule, hieraus resultieren die sehr guten Wärme- und Stofftransport-Eigenschaften.
Der Schritt von der Entwicklung in die Produktion wird in der Mikroreaktionstechnik durch so genanntes Numbering-up an Stelle des aufwändigen Scale-up vollzogen. Numbering-up bedeutet den Durchsatz durch parallel Schaltung von bis zu zehn Strängen zu erhöhen. Der Scale-up kann anlagentechnisch analog zur klassischen Verfahrenstechnik in einer Miniplant umgesetzt werden. Diese wird dann als Flow Miniplant bezeichnet.
Wirtschaftliche Anwendung finden Mikromodule unter anderem beim Screening von Medikamenten, da hier auf kleinem Raum sehr viele verschiedene Stoffe gleichzeitig hergestellt und getestet werden können.
Eine Art des Mikroreaktors ist der Photomikroreaktor.